# El jardín de la muerte
El jardín de la muerte (en finlandés Kuoleman puutarha) es un cuadro realizado por el pintor simbolista finlandés Hugo Simberg en 1896. Al igual que otros muchos cuadros de Simberg, representa una escena lúgubre, de otro mundo. Las figuras centrales recuerdan a la típica representación de la Muerte, pero sus poses cuentan una historia muy distinta. La Muerte se está ocupando de su jardín con todo el cariño y dedicación de un avezado jardinero. En una nota en un esbozo el artista llamó al jardín «el lugar donde acaban los muertos antes de ir al Paraíso».
El jardín de la muerte fue uno de los temas favoritos de Simberg y realizó varias versiones del mismo utilizando distintas técnicas. Entre las más conocidas se encuentra una versión de mayor tamaño en la Catedral de Tampere pintado a modo de fresco entre 1905 y 1906.

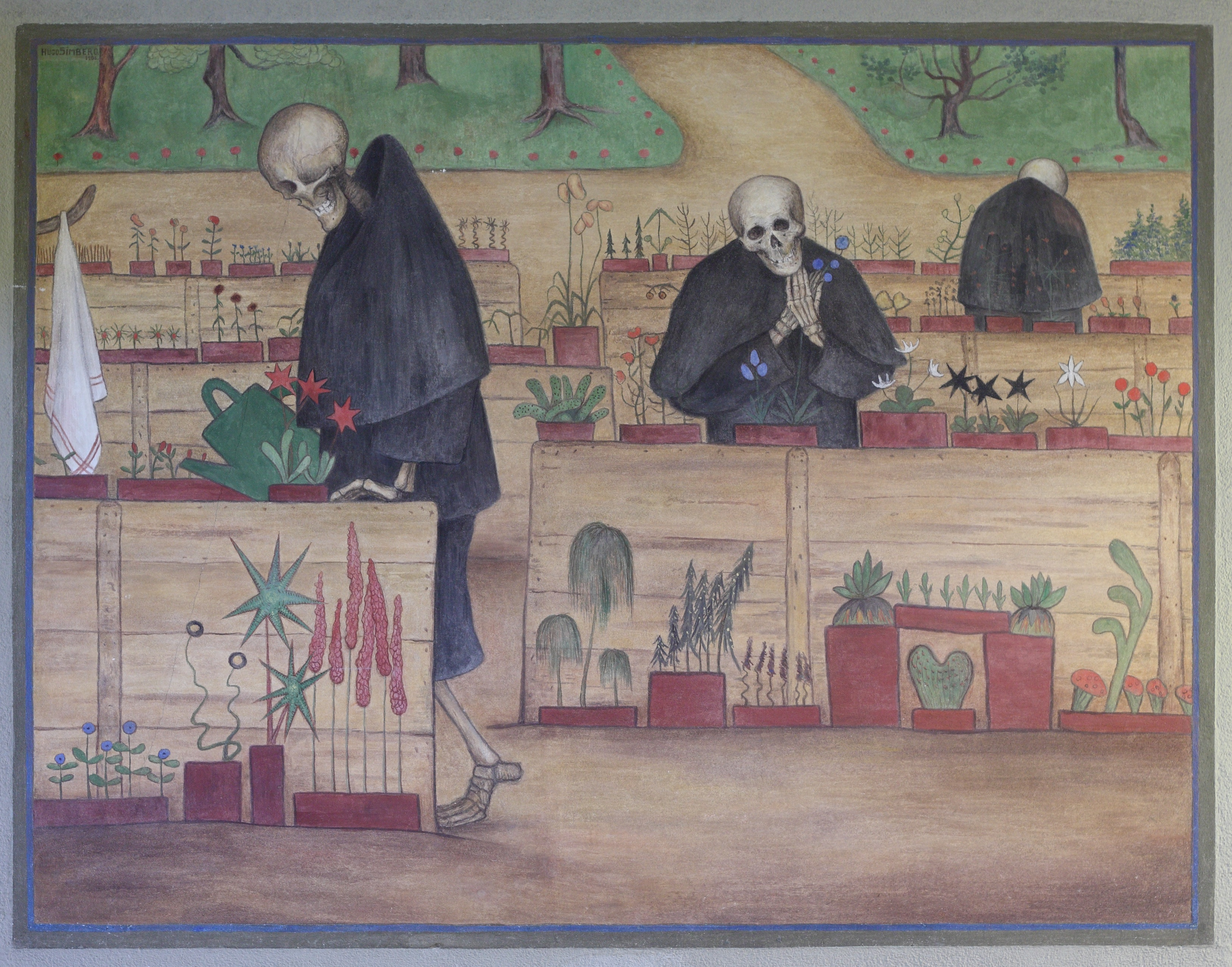
Fresco de El jardín de la muerte, Catedral de Tampere.